# Christopher Nolan (regisseur)
Sir Christopher Jonathan James (Chris) Nolan (Westminster (Londen), 30 juli 1970) is een Engels-Amerikaans filmregisseur en scenarioschrijver, bekend van films als Memento, The Prestige, Inception, Interstellar, Dunkirk, Tenet, Oppenheimer en de succesvolle Batman-reboots Batman Begins, The Dark Knight en The Dark Knight Rises.

## Biografie
Nolan is de zoon van een Engelse vader en Amerikaanse moeder, en heeft beide nationaliteiten. Opvallend is dat hij een Brits accent heeft, terwijl zijn jongere broer Jonathan Nolan met een Amerikaans accent spreekt.
Hij maakte al op zevenjarige leeftijd filmpjes over zijn actiefiguren met de Super 8mm-camera van zijn vader. Nolan studeerde Engelse literatuur aan de University College London. Bij de filmafdeling van deze school maakte hij in zijn vrije tijd 16mm-films. Een korte film van hem, Tarantella, werd in 1989 getoond in "Image Union", een programma van PBS. Een andere korte film, Larceny, werd getoond op het Cambridge Filmfestival in 1996.

### Carrière
In 1998 kwam Following uit, zijn eerste lange speelfilm. Deze film gaat over een schrijver die geobsedeerd raakt door het volgen van onbekenden. Following werd de jaren daarna vertoond op verscheidene filmfestivals. Ondertussen probeerde Nolan geld binnen te halen voor zijn volgende project, Memento. Tijdens het Hong Kong Festival in 1999 vroeg hij zelfs na afloop van een voorstelling of het publiek geld voor zijn volgende film wilde doneren.
Memento was zijn tweede film. De film, gebaseerd op een kort verhaal van zijn broer Jonathan Nolan, vertelt over de weduwnaar Leonard Shelby (gespeeld door Guy Pearce), die wraak wil nemen op de moordenaar van zijn vrouw, maar geen kortetermijngeheugen heeft en daardoor niet in staat is om nieuwe herinneringen te krijgen. Het verhaal van de film wordt gedeeltelijk in de chronologische en gedeeltelijk in de omgekeerde chronologische orde verteld. Memento kreeg lovende recensies en was een kleine hit in bioscopen. De broers Nolan werden genomineerd voor zowel de Golden Globe als de Oscar voor beste scenario.
In 2002 maakte hij een gelijknamige remake van de Noorse thriller Insomnia uit 1997. Na het succes van Memento wist hij voor deze film sterren als Al Pacino, Robin Williams en Hilary Swank te regelen. In deze film probeert een Amerikaanse rechercheur een moord in het noorden van Alaska op te lossen, maar lijdt aan slapeloosheid doordat de zon in die tijd van het jaar niet ondergaat. Zijn volgende project was een film over Howard Hughes, met Jim Carrey in de hoofdrol. Hij had het draaiboek al af, maar liet het project schieten toen hij hoorde dat Martin Scorsese zijn eigen film over Hughes maakte, The Aviator. In plaats daarvan besloot hij voor Warner Bros. een nieuwe reeks Batman-films te maken.
In de zomer van 2005 kwam Batman Begins uit, met Christian Bale in de hoofdrol en verder belangrijke rollen voor onder anderen Michael Caine, Morgan Freeman, Katie Holmes en Liam Neeson. De film werd goed ontvangen bij critici en het publiek, en was een financieel succes. In 2006 volgde zijn vijfde film, The Prestige, naar het gelijknamige boek van Christopher Priest, over twee rivaliserende goochelaars in de 19e eeuw (gespeeld door Christian Bale en Hugh Jackman). Het scenario voor deze film schreef hij samen met zijn broer Jonathan. In 2008 volgde het vervolg op Batman Begins uit 2005, The Dark Knight. De film was een groot kritisch succes en een nog groter commercieel succes, dat ondertussen al meer dan 1 miljard dollar heeft opgebracht over de hele wereld. Het derde deel van de The Dark Knight-trilogie, The Dark Knight Rises, werd ook door Nolan geregisseerd en kwam in 2012 uit.
Met zijn zevende lange speelfilm Inception, die uitkwam in juli 2010, oogstte Nolan wederom veel lof. Niet alleen bij het publiek deed de film het uitstekend, ook recensenten waren enthousiast en de film kreeg zeer positieve kritieken. Kort gezegd gaat de film over Dom Cobb (Leonardo Dicaprio) die zich via een apparaat kan laten afzakken in het onderbewuste van een ander persoon door middel van een droom. Op die manier kan hij bedrijfsgeheimen stelen van grote ondernemingen. Voor zijn laatste klus moet hij echter een idee in iemands onderbewustzijn planten, in plaats van het te stelen.
In augustus 2020 kwam zijn elfde film uit: Tenet. Het publiek was enthousiast over de film. Recensenten gaven de film positieve kritieken, maar ook enkele negatieve kritieken. Tenet gaat over een protagonist die met tijdsomkering de Derde Wereldoorlog wil voorkomen. De film werd een commercieel succes en dat tijdens de coronapandemie. De film behaalde 136 nominaties en won 37 prijzen, waaronder 2 Academy Awards. Er ging ook veel lof naar de componist van de film, Ludwig Göransson. Veel recensenten waren positief over de achtergrondmuziek van de film.

### Persoonlijk leven
Christopher Nolan is sinds 1997 getrouwd met zijn vaste producent Emma Thomas. Ze hebben samen vier kinderen en wonen in Los Angeles.

## Terugkerende samenwerkingen
| Acteur/producent/ scenarioschrijver/ cameraman | Doodlebug (1997) | Following (1998) | Memento (2000) | Insomnia (2002) | Batman Begins (2005) | The Prestige (2006) | The Dark Knight (2008) | Inception (2010) | The Dark Knight Rises (2012) | Interstellar (2014) | Dunkirk (2017) | Tenet (2020) | Oppenheimer (2023) |
| ---------------------------------------------- | ---------------- | ---------------- | -------------- | --------------- | -------------------- | ------------------- | ---------------------- | ---------------- | ---------------------------- | ------------------- | -------------- | ------------ | ------------------ |
| Christian Bale                                 |                  |                  |                |                 | X                    | X                   | X                      |                  | X                            |                     |                |              |                    |
| Kenneth Branagh                                |                  |                  |                |                 |                      |                     |                        |                  |                              |                     | X              | X            | X                  |
| Michael Caine                                  |                  |                  |                |                 | X                    | X                   | X                      | X                | X                            | X                   | X              | X            |                    |
| Jordan Golberg                                 |                  |                  |                |                 |                      | X                   | X                      | X                | X                            |                     |                |              |                    |
| Tom Hardy                                      |                  |                  |                |                 |                      |                     |                        | X                | X                            |                     | X              |              |                    |
| Cillian Murphy                                 |                  |                  |                |                 | X                    |                     | X                      | X                | X                            |                     | X              |              | X                  |
| Jonathan Nolan                                 |                  |                  | X              |                 |                      | X                   | X                      |                  | X                            | X                   |                |              |                    |
| Wally Pfister                                  |                  |                  | X              | X               | X                    | X                   | X                      | X                | X                            |                     |                |              |                    |
| Charles Roven                                  |                  |                  |                |                 | X                    |                     | X                      |                  | X                            |                     |                |              | X                  |
| Lee Smith                                      |                  |                  |                |                 | X                    | X                   | X                      | X                | X                            | X                   | X              |              |                    |
| Jeremy Theobald                                | X                | X                |                |                 | X                    |                     |                        |                  |                              |                     |                | X            |                    |
| Emma Thomas                                    | X                | X                | X              | X               | X                    | X                   | X                      | X                | X                            | X                   | X              | X            | X                  |
| Michael E. Uslan                               |                  |                  |                |                 | X                    |                     | X                      | X                | X                            |                     |                |              |                    |
| Hoyte van Hoytema                              |                  |                  |                |                 |                      |                     |                        |                  |                              | X                   | X              | X            | X                  |
| Hans Zimmer                                    |                  |                  |                |                 | X                    | X                   | X                      | X                | X                            | X                   | X              |              |                    |

## Filmografie

### Kortfilms
- Tarantella (1989), tevens scenario en productie
- Larceny (1996), tevens scenario productie
- Doodlebug (1997), tevens scenario en productie

### Langspeelfilms
| Jaar | Titel                              | Regisseur | Scenarist | (Uitvoerend) producent |
| ---- | ---------------------------------- | --------- | --------- | ---------------------- |
| 1998 | Following                          |           |           |                        |
| 2000 | Memento                            |           |           |                        |
| 2002 | Insomnia                           |           |           |                        |
| 2005 | Batman Begins                      |           |           |                        |
| 2006 | The Prestige                       |           |           |                        |
| 2008 | The Dark Knight                    |           |           |                        |
| 2010 | Inception                          |           |           |                        |
| 2012 | The Dark Knight Rises              |           |           |                        |
| 2013 | Man of Steel                       |           |           |                        |
| 2014 | Interstellar                       |           |           |                        |
| 2014 | Transcendence                      |           |           |                        |
| 2016 | Batman v Superman: Dawn of Justice |           |           |                        |
| 2017 | Dunkirk                            |           |           |                        |
| 2017 | Justice League                     |           |           |                        |
| 2020 | Tenet                              |           |           |                        |
| 2023 | Oppenheimer                        |           |           |                        |

## Trivia
- Christopher Nolan is kleurenblind.